# Niederösterreichischer Thermenradweg
Der Niederösterreichische Thermenradweg „51“ ist ein ca. 95 Kilometer langer Radwanderweg in Wien und Niederösterreich, der Wien über Wiener Neustadt mit Mönichkirchen an der Grenze zur Steiermark verbindet. Er ist Teil des EuroVelo 9-Radweges, welcher von Danzig (Polen) bis Pula (Kroatien) führt. Von Wien aus verläuft der Thermenradweg über zumeist asphaltierte Feldwege Richtung Laxenburg, biegt kurz vor der Gemeinde rechts ab und verläuft nun größtenteils entlang des Wiener Neustädter Kanals über Pfaffstätten bis Wiener Neustadt und weiter bis Lanzenkirchen, wo er vormals endete. Von dort aus führt er nun weiter über Bad Erlach und Aspang-Markt nach Mönichkirchen, wo er endet. Somit führt er durch die niederösterreichischen Bezirke Mödling, Baden, Bezirk Wiener Neustadt-Land sowie Wiener Neustadt und Neunkirchen. Über die Steiermark führt der Eurovelo 9 (ab Schaueregg hinter Mönichkirchen nicht mehr als Thermenradweg bezeichnet) nach Slowenien und schließlich (über Triest, Italien) Kroatien.

## Anschlüsse
In Wiener Neudorf besteht die Möglichkeit, auf den Radweg, der die Mödling entlangführt, abzuzweigen; in Pfaffstätten kann man z. B. über die Wienerstraße nach Baden fahren. Bei Leobersdorf quert der Triestingauradweg und bei Schönau an der Triesting der Triestingau-Radweg nach Lanzendorf bei Wien. Dieser wird bis Himberg auch als EuroVelo 9A bezeichnet und ist eine Alternativ-Route nach Wien. In Lanzenkirchen schließt der Schwarzatalradweg an, welcher den Thermenradweg mit Reichenau an der Rax verbindet.

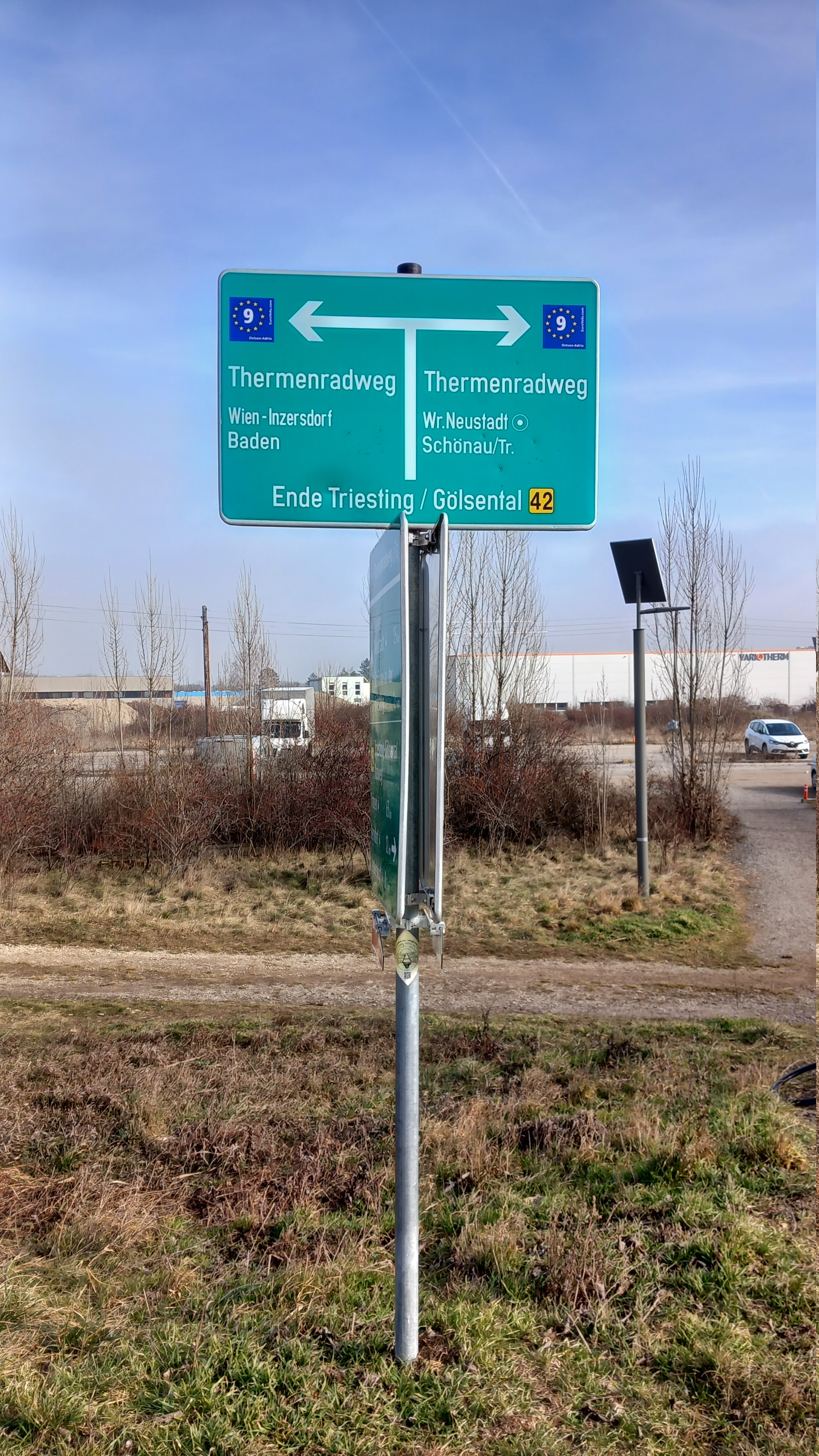
Beschilderung des Thermenradweges mit EuroVelo 9 bei Leobersdorf an der Querung des Triestingtalradweges
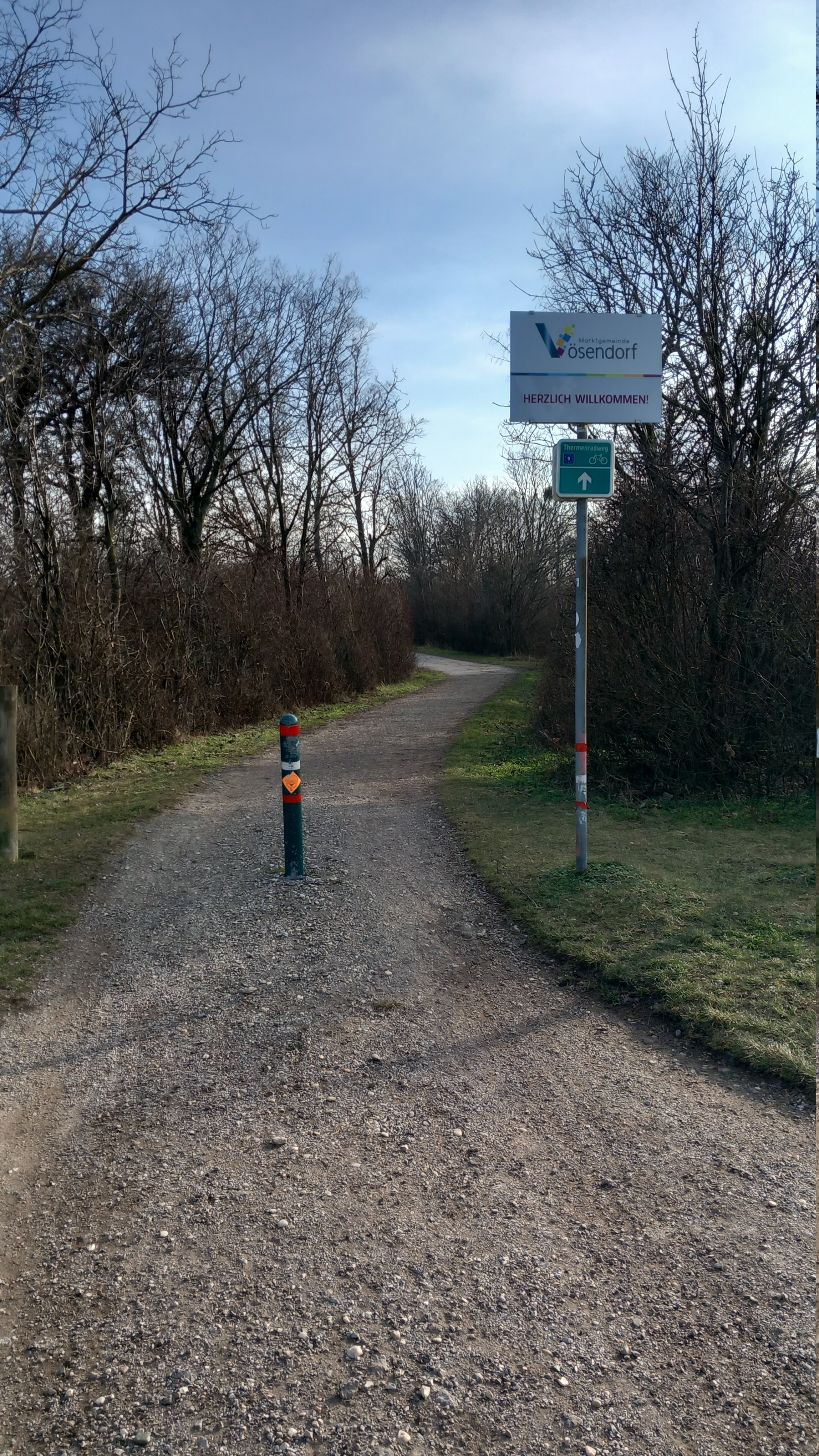
Beginn des niederösterreichischen Abschnittes vom Thermenradweg an der Grenze zwischen Wien und Vösendorf
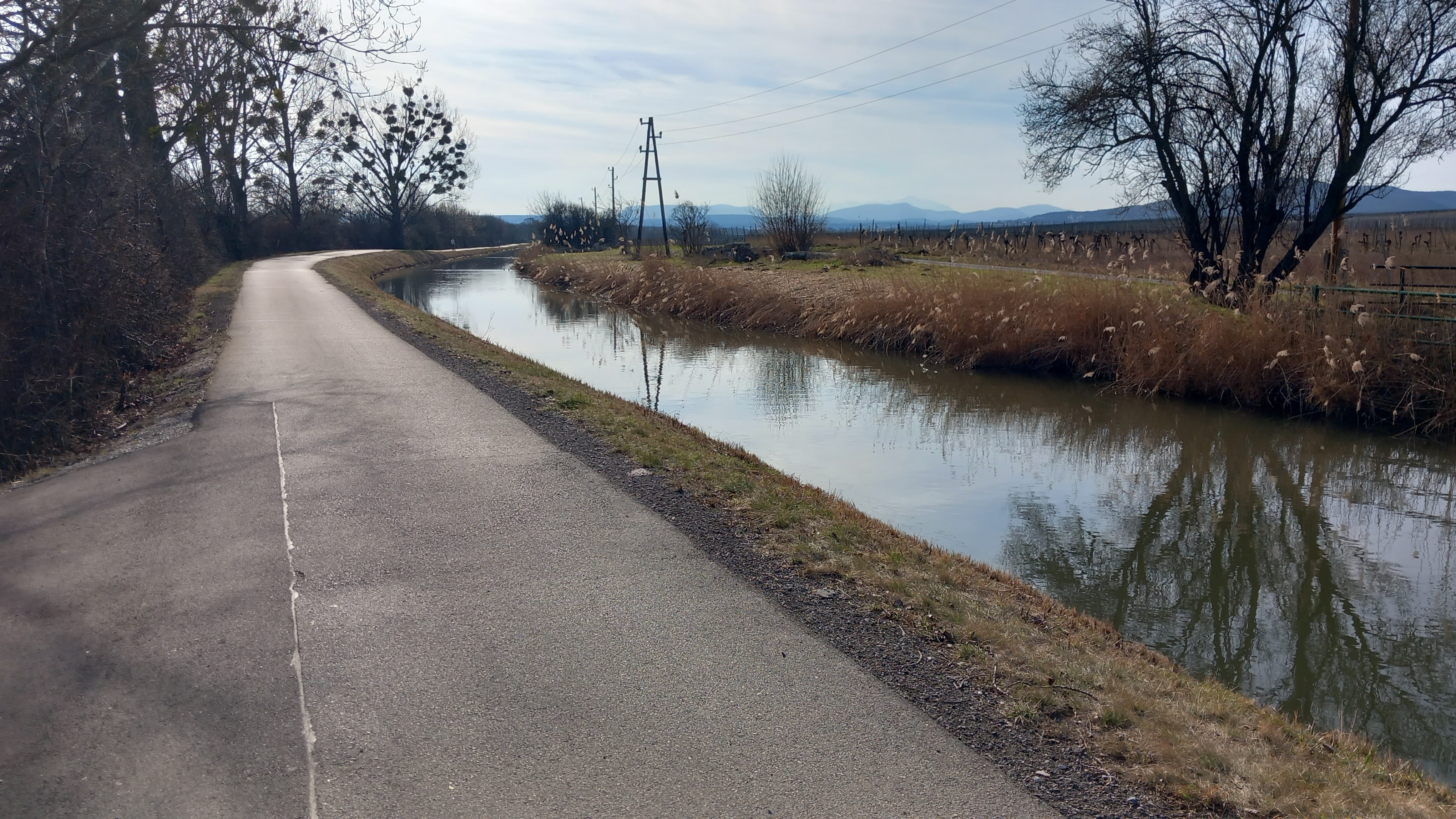
Typischer Verlauf des Thermenradweges entlang des Wiener Neustädter Kanals